# Хемпден парк
Хемден парк је стадион који се налази у Глазгову, Шкотска. На њему играју фудбалска репрезентација Шкотске и ФК Квинс парк. Отворен је 1903. а реновиран 1999. године. Финале Купа УЕФА 2007. године је играно на овом објекту.